# Cruz Vitória para a Nova Zelândia

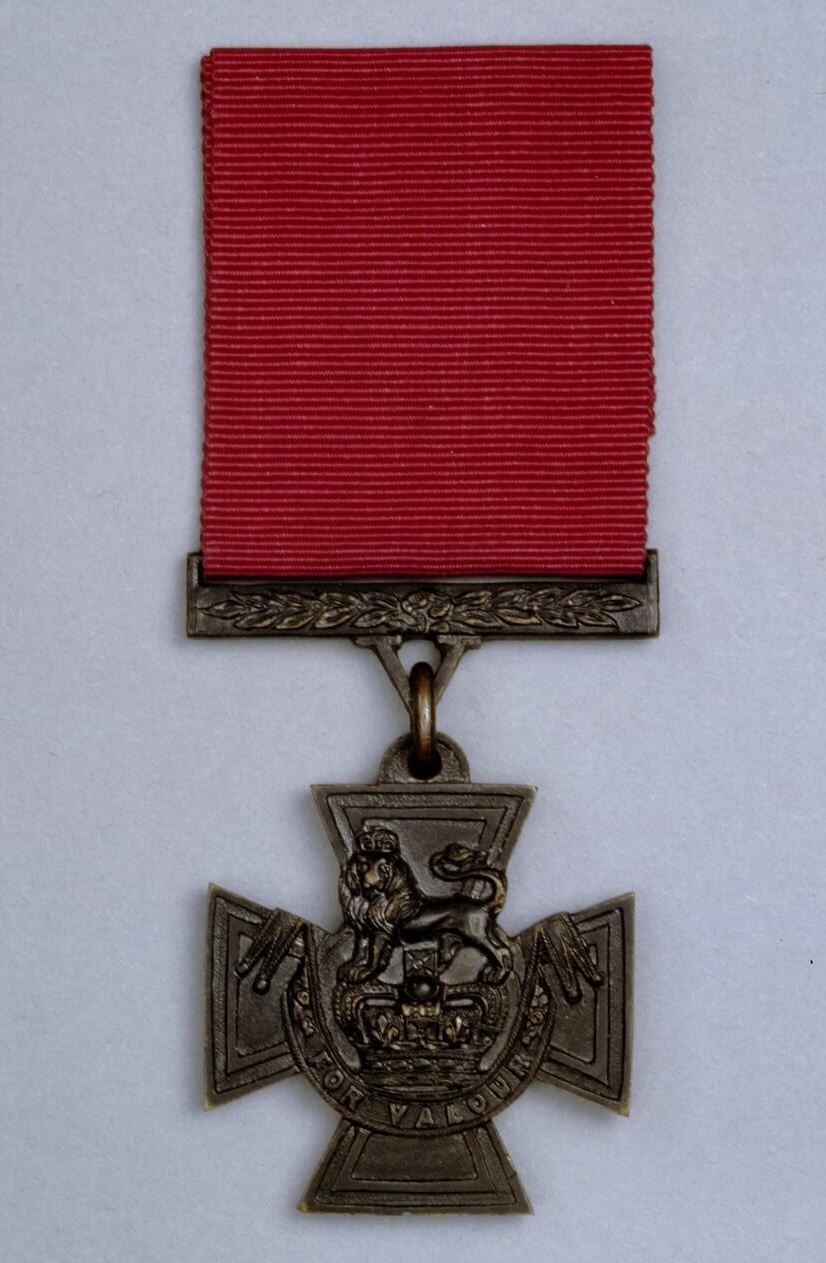
Cruz vitória para condecoração

A Cruz Vitória para a Nova Zelândia (CV) é uma condecoração militar concedida por valor ou bravura "na presença do inimigo" aos membros das forças armadas da Nova Zelândia. Pode ser atribuída a um militar de qualquer posição, em qualquer serviço, e a civis sob comando militar, pelo Governador-geral da Nova Zelândia durante a cerimônia de investidura que tem lugar na Casa do Governo, em Wellington. É a condecoração mais alta da Nova Zelândia e possui precedência sobre todas as outras medalhas.
Foi criada em 1999 quando a Nova Zelândia implantou seu próprio sistema de condecorações, o qual veio substituir a generalidade das honras da Commonwealth. Foi concedida apenas uma vez, em 2 de Julho de 2007, tendo como destinatário o cabo Willie Apiata, por suas ações na Guerra do Afeganistão em 2004.
A Cruz Vitória original foi instituída em 1856 pela rainha Vitória com o objetivo de reconhecer atos de valor durante a Guerra da Crimeia. A medalha foi atribuída 24 vezes a militares neozelandeses; o capitão Charles Upham recebeu a barra. Apenas 14 medalhas foram concedidas desde o fim da Segunda Guerra Mundial. Pensa-se que medalha é feita com o bronze dos canhões russos capturados no cerco de Sebastopol. Pesquisas recentes têm levantado suspeitas sobre esta história, o que sugere origens diversas para o material que compõe as medalhas.

## Origem

### Cruz Vitória
A Cruz Vitória original foi criada pela Rainha Vitória em 1856 para reconhecer atos de bravura que não estavam relacionados com o longo ou meritório serviço de um homem. Ela assinou um mandado real em 29 de janeiro de 1856 que instituiu oficialmente a CV. A ordem foi retroativa a 1854 para reconhecer atos de bravura durante a Guerra da Crimeia.
As Cruzes de Vitória da Austrália e da Nova Zelândia são feitas do mesmo metal que a original. Inicialmente, pretendia-se que as condecorações fossem feitas a partir do bronze de dois canhões que foram capturados dos russos no cerco de Sevastopol. O historiador John Glanfield demonstrou, porém, que o metal usado é, na verdade, de um canhão chinês e sua origem é um mistério.
Os canos do canhão em questão estão estacionados do lado de fora do escritório dos Oficiais no Royal Artillery Barracks em Woolwich. A porção restante do único cascavel remanescente, pesando 10 quilos, é armazenado em um cofre mantido pelo 15º Regimento do Corpo Logístico Real no MoD Donnington. Só pode ser removido sob guarda armada. Estima-se que aproximadamente mais 80 a 85 condecorações possam ser fabricadas a partir desta fonte. Uma única empresa de joalherias, Hancocks de Londres, foi responsável pela produção de todas as VC.

### Prêmios separados da Commonwealth
Nos últimos 60 anos, vários países da Commonwealth criaram seus próprios sistemas de honras, separados do Sistema honorífico britânico. A Austrália, o Canadá e a Nova Zelândia introduziram suas próprias condecorações para galhardia e bravura, substituindo as britânicas, como a Cruz Militar, por seus próprios prêmios. A maioria dos países da Commonwealth, no entanto, ainda reconhece alguma forma da Cruz Vitória como sua maior condecoração para o valor.
A Austrália foi o primeiro país da Comunidade Britânica a criar sua própria Cruz Vitória, em 15 de janeiro de 1991. Embora seja um prêmio separado, sua aparência é idêntica à sua contraparte britânica. O Canadá seguiu o exemplo quando, em 1993, a rainha Elizabeth assinou a Cartas de Patentes criando a Cruz Vitória do Canadá, que também é similar à versão britânica, exceto que a legenda foi alterada de FOR VALOR para a forma em latim PRO VALORE. Os prêmios da Nova Zelândia e da Austrália ainda são feitos pelos joalheiros Hancocks do metal usado nos originais. A Cruz Vitória do Canadá também inclui metal do mesmo canhão, junto com cobre e outros metais de todas as regiões do Canadá.
A Nova Zelândia foi o terceiro país a criar a condecoração como parte de seu próprio sistema de honras. Em 21 de setembro de 1999, a primeira-ministra Jenny Shipley anunciou que a rainha havia aprovado a instituição formal de uma nova série de prêmios reais para reconhecer atos de galanteria e bravura realizados pelos neozelandeses. Os prêmios foram projetados para ser o principal elemento final no desenvolvimento de um distinto sistema de honras da Nova Zelândia.
| “ | Estou confiante de que o novo sistema nos servirá bem e permitirá que a Nova Zelândia reconheça os vários atos de heroísmo realizados em nossa comunidade. O redesenvolvimento dos prêmios de bravura e coragem agora significa que temos uma gama completa de prêmios e honrarias que são distintamente da Nova Zelândia. | ” |
|   | — Jenny Shipley, Primeira-ministra da Nova Zelândia.. |   |

O início do processo veio com propostas lançadas em 1995 pelo Comitê Consultor de Honras que revisou o sistema de honras. Até maio de 1996, a Nova Zelândia fez recomendações para vários prêmios britânicos por atos de bravura realizados durante operações militares e atos de bravura por civis, incluindo a Cruz Vitória e a Cruz de Jorge. No entanto, a revisão e a simplificação do sistema de recompensas do governo britânico proporcionaram uma oportunidade ideal para a Nova Zelândia também desenvolver um sistema único e simplificado.

## Características
A Cruz Vitória da Nova Zelândia possuiu desenho idêntico ao da original . Constitui-se de uma cruz pátea, tendo 41 milímetros (1.6 in) de altura, 36 milímetros (1.4 in) de largura, com uma coroa encimada por um leão, e a inscrição FOR VALOUR. Originalmente, a inscrição era FOR BRAVERY, até que foi mudado por recomendação da rainha Victoria, que achava que alguns poderiam erroneamente considerar que apenas os receptores do VC eram corajosos em batalha. O conjunto que forma a condecoração pesam cerca de 27 gramas.
A cruz é suspensa por um anel na forma de um "V" seriado para uma barra ornamentada com folhas de louro, através da qual a fita passa. O reverso da barra de suspensão é gravado com o nome, classificação, número e unidade do destinatário. No verso da medalha, há um painel circular no qual a data do ato para o qual foi concedido está gravada no centro. A fita é carmesim, 38 milímetros (1,5 polegadas) de largura. Embora os regulamentos definam a cor como sendo vermelha, ela é descrita pela maioria dos comentaristas como carmesim ou "vermelho-vinho".

## Concessão
A Cruz Vitória da Nova Zelândia é concedida por:
| “ | bravura mais conspícua, ou algum ato de valor ou auto-sacrifício ousado ou preeminente, ou extrema devoção ao dever na presença do inimigo ou beligerantes | ” |

A concessão da medalha é, oficialmente, uma atribuição da Rainha da Nova Zelândia. O ordenamento Real declara que "Os Prêmios de um galardão neozelandês e de um 'Bar' para um Prêmio serão feitos por Nós, Nossos Herdeiros e Sucessores, somente por recomendação do Nosso Primeiro Ministro da Nova Zelândia ou de um Ministro da Coroa atuando para o nosso primeiro-ministro." Tal como acontece com a Cruz Vitória do Reino Unido, quaisquer recomendações passam pela cadeia de comando da Força de Defesa da Nova Zelândia para o Ministro da Defesa.
A Cruz Vitória original foi concedida a 24 neozelandeses. Treze desses prêmios foram por ação na Primeira Guerra Mundial. A Cruz Vitória da Nova Zelândia foi concedida uma vez. Foi oficialmente anunciado em 2 de julho de 2007 que o Cabo Willie Apiata da NZ SAS a recebeu por salvar a vida de um "camarada sob fogo pesado de forças adversárias" durante o conflito no Afeganistão, em 2004. Apiata recebeu sua medalha do governador-geral Anand Satyanand em uma cerimônia realizada no Palácio do Governo, em Wellington, em 26 de julho de 2007.